# 埃尔武斯托
埃尔武斯托（西班牙語：El Busto）是西班牙纳瓦拉的一个市镇。总面积7平方公里，总人口92人（2001年），人口密度13人/平方公里。